# Castello di Rochester
Il castello di Rochester sorge sulla riva est del fiume Medway, presso la città di Rochester nel Kent, nell'Inghilterra meridionale. Il castello, il cui maschio è una delle principali attrattive ed è ancora splendidamente conservato, fu costruito in una posizione strategica; situato sulla costa sud-orientale protesse il paese dalle invasioni via mare.
La sua costruzione iniziò poco dopo la Conquista normanna dell'Inghilterra, e venne affidato in custodia a Oddone di Bayeux dal fratellastro Guglielmo il Conquistatore. Quando nel 1088 si scatenò il conflitto per la successione Oddone appoggiò il nipote Roberto II di Normandia a scapito dell'altro Guglielmo II d'Inghilterra ed il castello vide in quell'occasione il suo primo scontro militare. Oddone vi venne infatti assediato dal nipote Guglielmo, e quando il primo fu costretto a capitolare la struttura venne abbandonata. L'anno dopo Guglielmo chiese a Gundulf, vescovo di Rochester (morto il 7 marzo 1108) di costruire un nuovo edificio in pietra che portò il castello alle dimensioni attuali.
Nel corso dei secoli l'edificio venne più volte rimaneggiato, ma alcune delle parti originali sopravvivono ancora oggi, l'imponente maschio fu innalzato nella prima metà del XII secolo da William de Corbeil, arcivescovo di Canterbury, figura alla quale era stato accordato in beneficio perpetuo da Enrico I d'Inghilterra nel 1127.
Quando scoppiò la Prima guerra dei baroni, durante il regno di Giovanni Senza Terra, il castello venne preso dai rivoltosi all'arcivescovo Stephen Langton, l'assedio durò per sette settimane al termine delle quali i ribelli si arresero. La struttura era stata notevolmente danneggiata ed uno degli angoli del maschio era crollato, nel 1216 il castello venne poi ricatturato dal futuro Luigi VIII di Francia. Nello stesso anno al trono salì Enrico III d'Inghilterra che, sconfitto Luigi, riprese possesso del castello.
Quando nel 1264 scoppiò la Seconda guerra dei baroni l'edificio fu nuovamente preso d'assedio, il connestabile del re Roger de Leybourne (1215-1271), fronteggiò i rivoltosi capeggiati da Simone V di Montfort e Gilberto di Clare, VII conte di Gloucester. I ribelli provarono a conquistare il castello che però resistette nonostante i gravi danni che gli vennero inflitti e che furono riparati solo nel secolo seguente.
Il castello fu aperto al pubblico per la prima volta intorno al 1870, attualmente è curato dall'English Heritage.

## Dall'invasione normanna alla perdita della Normandia
Il castello, come costruzione, fu portato in Inghilterra dai normanni e quello di Rochester cominciò a vedere la luce poco dopo la conquista normanna dell'Inghilterra nel 1066 con lo scopo di difendere i territori appena acquisiti. Rochester sorgeva accanto al Medway, all'incrocio fra questo e la Watling Road, un'antica strada romana (la stessa città di Rochester risaliva al periodo della dominazione romana). Il primo nucleo dell'edificio venne costruito da Guglielmo il Conquistatore, che lo affidò poi al fratellastro Oddone di Bayeux, all'angolo sud-ovest delle mura cittadine, sul lato orientale del fiume. Questo primo nucleo sorse su quella che oggi viene chiamata Boley Hill e probabilmente aveva caratteristiche emintemente militari.
Secondo il Domesday Book del 1086 Oddone si vide risarcire delle terre che vennero occupate dal castello con altri terreni situati presso Aylesford, sempre nel Kent. Il suo fu l'unico caso in cui un nobile o chi per esso veniva risarcito delle terre perdute per costruire un castello, che magari sarebbe poi passato nei possedimenti della Corona: in nessun altro dei 48 casi citati nel documento si trova qualcosa di simile.
Durante il XII secolo divenne in Inghilterra obbligatorio per i feudatari fornire truppe di guarnigione per i castelli di maggiore importanza, e quello di Rochester non fece eccezione, anzi pare che ospitasse uno dei più nutriti contingenti.
Quando nel 1087 Guglielmo morì i suoi territori vennero divisi fra i due figli: Roberto II di Normandia ebbe i possedimenti francesi e Guglielmo II d'Inghilterra quelli inglesi; questa soluzione lasciò scontenti molti nobili che volevano un solo sovrano ed Oddone fu tra questi, così decise di appoggiare il nipote Roberto alla corsa al trono. Il castello divenne quindi il centro della rivolta, la sua posizione permettendo non solo di minacciare frequenti incursioni su Londra, ma anche di saccheggiare e infastidire le guarnigioni di Guglielmo II. Il re si accinse quindi a partire per Rochester per tentare una mediazione, mentre era in viaggio venne però raggiunto dalla notizia che Oddone si era recato al castello di Pevensey, nel Sussex, allora in mano a Roberto di Mortain, altro fratellastro del Conquistatore. Quella divenne la sua nuova destinazione: Pevensey venne cinto d'assedio e Oddone fu costretto a giurare che avrebbe consegnato il castello di Rochester ai soldati del re. Il vescovo stesso di Bayeux venne mandato a Rochester perché ordinasse ai propri uomini di arrendersi, ma questi anziché deporre le armi con una sortita catturarono il contingente reale. Nel maggio 1088, secondo le cronache di Orderico Vitale, Guglielmo II cinse d'assedio città e castello, mentre due piccole costruzioni d'assedio vennero costruite per tagliare i viveri al paese e per proteggere l'esercito regio dalle incursioni dei ribelli. Alla fine Oddone, insieme a Eustachio II di Boulogne e Roberto II di Bellême dovettero arrendersi, il re permise loro di uscire insieme ai loro uomini, vennero fatti imbarcare per la Francia e tutti i loro beni in Inghilterra furono confiscati. Subito dopo anche il castello di Rochester venne abbandonato.
Quando fu costruito il Conquistatore aveva concesso all'arcivescovo Lanfranco di Canterbury il feudo di Haddenham, nel Buckinghamshire, per tutta la durata della sua vita. In cambio Lanfranco aveva beneficato del feudo i monaci di Rochester. Alla morte del Conquistatore quindi Lanfranco e Gundulf, uno arcivescovo di Canterbury dal 1070 e l'altro vescovo di Rochester dal 1075, si appellarono a Guglielmo II per la riconferma dell'accordo. Quest'ultimo chiese 100 sterline per la ratifica, ma poiché questa somma era al di là delle loro possibilità i due cercarono il compromesso. Alla fine Gundulf fu incaricato di costruire un nuovo castello; sia lui che Lanfranco però dubitarono della convenienza di tale accordo, ritenendo che alla fine avrebbero finito per spendere di più, senza contare i costi di mantenimento. Henry de Beaumont, I conte di Warwick li convinse però che avrebbero potuto realizzarlo senza spendere una fortuna, e che quel che sarebbe servito per mantenerlo poteva essere demandato a qualcun altro. Alla fine Gundulf spese effettivamente circa 60 sterline. Gundulf del resto era un architetto capace, che aveva sovrinteso alla costruzione di parte della Torre di Londra e così, accanto alla Cattedrale di Rochester sorse il nuovo castello.
Nel 1127 Enrico I d'Inghilterra donò l'edificio all'arcivescovo di Canterbury William de Corbeil ed a tutti i suoi successori. Fu a de Corbeil che si deve la costruzione dell'imponente maschio che si vede ancora oggi, nonostante attualmente appaia un po' alterato rispetto all'originale, fortificazione che si andava ad aggiungere al muro di cortina già fatto erigere da Gundulf. Il maschio sovrastava le mura esterne dominando l'intera struttura ed al suo interno si trovavano gli alloggi più comodi, servendo quindi sia da residenza che da roccaforte in caso di attacco. Il completamento del maschio risale circa al 1141, poco dopo la morte di de Corbeil, perché durante l'anarchia Stefano I d'Inghilterra vi fece imprigionare Roberto, I conte di Gloucester. Benché il castello fosse in mano all'arcivescovo del momento, formalmente le spese di mantenimento ricadevano sulla Corona, come testimoniato dai dati raccolti nei Pipe Rolls, archivio che cominciò ad essere tenuto sotto il regno di Enrico II d'Inghilterra e che testimoniano le spese. Queste somme furono di relativa importanza finché non scoppiò la Rivolta del 1173-1174 fra Enrico II ed i suoi tre figli, Enrico il Giovane, Riccardo Cuor di Leone e Goffredo II di Bretagna.
Nel 1204 Filippo II di Francia prese la Normandia agli inglesi e Giovanni Senza Terra aumentò le spese per i castelli situati nel sud del paese in vista di una possibile invasione e fra questi c'era anche quello di Rochester.

## La prima guerra dei baroni
Nel 1199 Giovanni non confermò all'arcivescovo Hubert Walter la custodia del castello e non lo fece fino al 1202, probabilmente perché tentato di riprendere il controllo su una struttura strategicamente tanto importante. I guai del re cominciarono nel 1212 quando iniziarono a delinearsi dei piani per deporlo, piani che peggiorarono di molto dopo la sconfitta alla battaglia di Bouvines del 1214 che pose fine per sempre alle ambizioni di Giovanni di riprendersi la Normandia. Quando egli ritornò in patria in ottobre trovò i baroni pronti a sfidarlo, specie quelli del nord che rinunciarono ai loro legami da feudatari con lui nel maggio seguente. Il terreno per lo scoppio della prima guerra dei baroni era pronto. Giovanni persuase il nuovo arcivescovo Stephen Langton a cedere il controllo del castello al connestabile reale Reginald de Cornhill, l'accordo venne raggiunto e fu fissata una data di scadenza al 1216 o se la pace fosse stata raggiunta prima.
Il 19 giugno 1215 Giovanni incontrò i baroni a Runnymede ed a seguito dell'accordo raggiunto con la stesura della Magna Carta i ribelli rinnovarono la loro fedeltà al re, anche se questa non era stata ancora firmata. Questo nuovo sviluppo riportò il castello nelle mani di Langton, ma poco dopo un gruppo di ribelli si diresse verso Rochester deciso ad appropriarsi della città e del maniero. La successione degli eventi di quel periodo non è chiara, ma il cronista Ralph di Coggeshall (morto nel 1227), scrisse che quando Giovanni ordinò a Langton di cedere il controllo del castello alla Corona questi rifiutò. I ribelli, nonostante la resistenza dell'arcivescovo non si fidarono, forse temendo che ulteriori pressioni reali gli avrebbero fatto cambiare idea e cinsero comunque d'assedio l'edificio. Coggeshall suggerisce che vi fosse il beneplacito di Cornhill che pare si fosse schierato contro Giovanni dopo che questi lo aveva nominato Conestabile. Langton lasciò il paese quello stesso anno e con il castello in mano ai rivoltosi il re scrisse una lettera al gran giustiziere Hubert de Burgh esprimendo il proprio rancore verso il prelato. Da quel momento in poi comunque la custodia del castello tornò nelle mani della corona.
Il sovrano si recò poi nel sud del paese per reclutare mercenari così da combattere i ribelli, costoro però dalla loro posizione a Rochester bloccarono la via d'accesso diretta alla capitale, strada, per altro, già sotto il loro controllo. Il cronista Ruggero di Wendover scrisse che i ribelli a Rochester erano guidati da William d'Aubigny (morto il 1º maggio 1236), le stime del contingente invece sono variabili a seconda della fonte. Il numero di cavalieri varia da 95 a 140, oltre ai balestrieri e ad altre figure militari. Quando Giovanni seppe che la città era in mano ai ribelli vi si precipitò arrivando il 13 ottobre; due giorni prima il suo esercito era riuscito a cogliere i ribelli di sorpresa ed era riuscito ad entrare prendendo d'assedio il castello. Il ponte di Rochester venne abbattuto per evitare che eventuali rinforzi da Londra potessero essere di una qualche utilità, così l'assedio ebbe inizio e durò due mesi, il più lungo mai effettuato fino a quel momento.
Boley Hill venne usata come quartier generale dei realisti e da lì alcuni ingegneri predisposero che un lancio di pietre venisse effettuato sistematicamente contro le mura del castello giorno e notte, oltre che ad una pioggia di frecce e dardi da balestra. Sempre secondo le Cronache di Barnwell questo sistema fece sì che producesse un buco nelle mura esterne, ma Ruggero di Wendover scrisse invece che l'inutilità del metodo spinse Giovanni a cercare altre strategie. In una lettera del 14 ottobre Giovanni scrisse di stare pensando di minare le mura e chiedeva che il materiale necessario fosse spedito a Rochester il prima possibile.
Alla fine le mura furono effettivamente danneggiate ed i rivoltosi si rifugiarono nel maschio, questi resistette ed ancora una volta Giovanni fece scavare dei tunnel per farne cedere le mura dopo averci piazzato del combustibile ad alto potere calorico, quale grasso di maiale. 
Dentro il maschio le risorse iniziarono a scarseggiare e presto i ribelli furono costretti a cibarsi dei cavalli, alla fine si arresero il 30 novembre.
All'inizio Giovanni voleva giustiziare i prigionieri, come del resto era costume, ma uno dei suoi capitani, Savaric de Mauléon, lo convinse diversamente. Solo uno dei ribelli fu giustiziato, un balestriere che aveva servito il re fin dalla giovinezza. I restanti rivoltosi vennero catturati e portati in vari castelli di proprietà del re come il Corfe Castle, dove vennero tenuti in custodia.
I baroni non si diedero per vinti, nel 1216, anno della morte di Giovanni, contattarono Luigi VIII di Francia chiedendogli di capeggiare la nuova rivolta. Il principe francese in quello stesso anno conquistò nuovamente il castello anche se non sono rimasti documenti che spieghino come questo avvenne.

## La seconda guerra dei baroni
L'erede al trono divenne quindi Enrico III d'Inghilterra, allora di soli nove anni, che governò sotto l'egida dei baroni; Luigi VIII, quindi, vedendo sfumare ogni possibilità di salire al trono tornò in Francia. Il castello, di nuovo sotto il controllo regio, aveva un gran bisogno di essere riparato e fino al 1237 furono spese ingenti somme per rimetterlo a posto. Le mura furono rinfonrzate e venne aggiunto un fossato che comprendeva anche Boley Hill (probabilmente per scongiurare che potesse essere usata ancora come posizione di attacco), il maschio venne riparato ed una cappella venne costruita entro le mura. Anche altri edifici di carattere più "civile" come il dispensario e la dispensa vennero risistemati. Se da un lato il castello venne fortificato accentuando ancora di più la sua natura militare, attorno al 1244 Enrico III volle la costruzione di una seconda cappella e di appartamenti regali ed i lavori di restauro e costruzione proseguirono a fasi alterne fino al 1256 anno in cui il re dovette riconsiderare la funzione militare del castello perché i suoi rapporti con i baroni erano in crisi. 
Di recente il sovrano aveva incassato alcune pesanti sconfitte in Galles, la carestia imperversava ed i rapporti con il Papa andavano peggiorando. Enrico aveva promesso ai magnati che avrebbe attuato delle riforme, ma la loro crescente pressione portò alla disintegrazione della sua autorità. In giugno 56 baroni si riunirono e si investirono del potere di guidare la nazione, esautorando, di fatto, Enrico dalle sue funzioni regie. Solo nel 1261 il concilio gli ritrasferì le proprie prerogative reali, timoroso di iniziare un'altra, sanguinosa, guerra civile. Tre anni dopo, però, Simone V di Montfort si ribellò apertamente e la seconda guerra dei baroni ebbe inizio.
Il connestabile del castello di Rochester a quel tempo era Roger de Leybourne (1215-1271) che rimase fedele al re, al suo fianco c'era Giovanni de Warenne, VI conte di Surrey. Il 17 aprile del 1264 i baroni, sotto la guida, di Gilberto di Clare, VII conte di Gloucester cinsero il castello d'assedio dal lato del fiume. Mentre i ribelli avanzavano i realisti diedero il borgo alle fiamme. Intanto erano in marcia anche gli uomini di Montfort che, giungendo da Londra, avevano in programma di attaccare da un'altra direzione. I primi due tentativi di assalto andarono a vuoto, ma il 18 aprile, che era Venerdì Santo, vide gli uomini del conte riuscire ad attraversa il fiume. A quel punto i due eserciti si unirono e, sotto sera, entrarono dentro la città radendo al suolo, durante la notte, la sua cattedrale. Il sabato le mura esterne furono prese e i realisti si rifugiarono nel Maschio, la domenica, che era Pasqua, vennero sospesi i combattimenti fino al lunedì. L'obiettivo era il Maschio che però, come nel 1215, resistente e infatti dopo una settimana era ancora in mano ai difensori. In accordo alle fonti coeve, i ribelli erano lì per minarlo quando giunse loro notizia che il principe Edoardo I d'Inghilterra stava arrivando con dei rinforzi, l'assedio quindi venne interrotto il 26 aprile.

## Il declino inesorabile
Anche il secondo assedio aveva danneggiato seriamente il castello, ma fino al regno di Edoardo III d'Inghilterra niente venne fatto per porvi rimedio. Nel 1275 il connestabile incaricato di sovrintenderlo, lungi dal ripararlo, rubò addirittura delle pietre per utilizzarle altrove provocando quindi altri danni. Ai connestabili successivi fu addirittura permesso di abbattere le stanze ed il grande atrio che erano stati bruciati e semi distrutti durante l'assedio e molti documenti rilevarono il progressivo stato di abbandono che si aggravò di anno in anno. Un rapporto del 1344 stimò che ci sarebbero volute migliaia di sterline per ripararlo oltre a circa 23 anni di lavoro, ovviamente anche gli elementi naturali peggiorarono le cose ed il vento pian piano demolì parte delle mura. Nel 1369 erano rimasti in piedi il maschio, le cucine ed una stalla ed anche quelli erano almeno parzialmente in rovina. Solo il maschio, seppur non in ottimo Stato rimase in uso come centro della vita domestica del castello.
Fra il maggio 1367 ed il settembre 1370 un'opera di riparazione del costo di circa 2.000 sterlina fu iniziata, fu ricostruita la cortina muraria e due torri vennero costruite ex-novo, di cui una nello stesso posto in cui si trovava la precedente, a nord-ovest rispetto al maschio e sono tuttora esistenti. Gli appartamenti reali voluti da Enrico III non vennero mai riparati, questo forse perché all'epoca, nonostante la somma ingente spesa per l'edificio, questi aveva perso il carattere accattivante che lo aveva reso una volta appetibile come residenza reale. Circa un decennio dopo Riccardo II d'Inghilterra autorizzò altri restauri poiché la guerra dei cent'anni vide numerose incursioni francesi sulle coste sud-orientali dell'isola. Il più significativo di questi lavori fu la costruzione di una nuova torre sul lato di nord-est che poteva sovrastare il Medway controllandone il ponte.
L'ultima azione di guerra il castello la vide nel 1381 quando, durante la Rivolta dei contadini, fu conquistato da un gruppo di rivoltosi che lo saccheggiò. Altre somme spese negli anni seguenti potrebbero essere dovute alle riparazioni che si resero necessarie in seguito a questo episodio.
Dopo la morte di Enrico V d'Inghilterra il maniero andò alla vedova Caterina di Valois come parte dell'appannaggio vedovile e quando ella morì nel 1437 tornò alla corona. Da quel momento cominciò il definitivo declino dell'edificio e fra il 1599 ed il 1601 alcune delle sue pietre furono usate per costruire il vicino Castello di Upnor, altra struttura emintemente militare.
Il diarista Samuel Pepys ebbe a scrivere che, nonostante lo stato di degrado e nonostante fosse ancora parzialmente in uso, il castello avrebbe potuto avere un qualche interesse turistico, non erano comunque quelli i piani di Giacomo I d'Inghilterra che pose Anthony Weldon (1583-1648) a capo di quel che restava del maniero.
Quando scoppiò la Guerra civile inglese Weldon si schierò con le Teste rotonde, ma il castello non fu teatro di nessuno scontro, sebbene sia stato preso dai realisti nel 1648 insieme alla città. Quando il conflitto finì il nuovo proprietario Walker Weldon autorizzò lo smantellamento di buona parte dei muri e la vendita del materiale ricavato, per fortuna non riuscì a distruggerlo completamente sebbene uno dei muri sia stato del tutto abbattuto. Se le cinte murarie ed altre parti vennero smantellate le torri invece rimasero in piedi e nel 1743 ospitavano ancora dei prigionieri. Attraverso i Weldon il castello passò di mano in mano, e nel 1780 si pensò di riutilizzarlo per farne un acquartieramento militare, ma l'idea fu abbandonata; è di poco posteriore invece il dipinto che venne realizzato dal celebre pittore William Turner.
Nel XIX secolo entro le mura vennero realizzati dei giardini e lo scrittore Charles Dickens vi trascorse un periodo ed inserì le rovine in alcuni dei suoi lavori come Il Circolo Pickwick, ed una leggenda locale vuole che lo scrittore appaia in uno dei fossati la Vigilia di Natale. Dickens per altro non sarebbe l'unica presenza: come molti altri castelli inglesi anche questo sarebbe infestato da uno dei fantasmi più classici, quello della Dama bianca.
È sempre a questo periodo che iniziò un lavoro di scavo archeologico e di restauro più sistematico volto a preservare quel che era rimasto, nel 1872 i proprietari diedero l'assenso a che il parco venisse aperto al pubblico e nel 1884 mura e giardini vennero comprati dall'associazione che si era incaricata di sorvegliarne lo Stato.
Dal 1984 il castello è sotto la protezione dell'English Heritage.